# Lac Karatchaï
Le lac Karatchaï (en russe : Карача́й) était un lac du sud de l'Oural, dans l'ouest de la Russie. À partir de 1951, l'Union soviétique utilise le Karatchaï pour stocker des déchets radioactifs de Maïak, l'usine de stockage et de retraitement située près de la ville proche d'Oziorsk (alors appelée Tcheliabinsk-40).

## Radioactivité
Selon un rapport de l'institut Worldwatch sur les déchets nucléaires, le Karatchaï est l'endroit le plus pollué sur Terre. Le lac a accumulé 4,44 EBq (exabecquerels, soit 4,44 × 1018 Bq ou 1,2 × 108 Ci) de radioactivité, dont 3,6 EBq de 137Cs et 0,74 EBq de 90Sr. En comparaison, la catastrophe nucléaire de Tchernobyl a relâché 2 EBq en Europe et 14 EBq au total. 
En 1990, selon le Natural Resources Defense Council,, l'activité massique des sédiments et du sol près du lieu où les effluents radioactifs sont rejetés dans le lac est de 155 Ci/kg (Curie par kilogramme), assez pour administrer en une heure une dose létale pour un être humain.

## Assèchement et remblaiement
Au début des années 1960, le lac commence à s'assécher. En une quarantaine d'années, il perd 70 % de sa surface qui passe de 0,5 km2 en 1951 à 0,15 km2 en 1993. En 1968, à la suite d'une période de sécheresse dans la région, le vent soulève, emporte et disperse des poussières radioactives du lac (activité de 185 PBq, soit 185 × 1015 Bq). Un demi-million de personnes sont contaminées par les retombées de ces poussières.
Environ 10 000 blocs de béton creux sont jetés dans le lac entre 1978 et 1986 pour le combler afin d'empêcher les sédiments radioactifs pulvérulents et affleurant à la surface du lac en période de sécheresse de s'envoler avec le vent.
En novembre 2015, le lac est entièrement remblayé au moyen de blocs de béton et de roches. En décembre 2016, une dernière couche de roche et de terre est mise en place et un dispositif de surveillance est déployé. Les données de surveillance indiquent une « nette réduction du dépôt de radionucléides à la surface » après dix mois. Le programme de surveillance des eaux souterraines, qui dure depuis des décennies, doit être poursuivi .